# Бунк, Карстен
Карстен Бунк (нем. Carsten Bunk; род. 29 февраля 1960, Берлин) — немецкий гребец, выступавший за сборную ГДР по академической гребле во второй половине 1970-х годов. Чемпион летних Олимпийских игр в Москве, чемпион мира среди юниоров, победитель и призёр регат национального уровня.

## Биография
Карстен Бунк родился 29 февраля 1960 года в Берлине. Проходил подготовку в столичном спортивном клубе «Берлин-Грюнау».
Впервые заявил о себе в гребле в 1975 году, выиграв Спартакиаду ГДР в зачёте парных одиночных лодок.
Первого серьёзного успеха на международном уровне добился в сезоне 1977 года, когда вошёл в состав восточногерманской национальной сборной и побывал на чемпионате мира среди юниоров в Тампере, откуда привёз награду серебряного достоинства, выигранную в одиночках.
В 1978 году на юниорском мировом первенстве в Белграде одержал победу в одиночках.
Благодаря череде удачных выступлений удостоился права защищать честь страны на летних Олимпийских играх в Москве — в составе экипажа, куда также вошли гребцы Франк Дундр, Уве Хеппнер и Мартин Винтер, занял первое место в мужских парных четвёрках и тем самым завоевал золотую олимпийскую медаль. За это выдающееся достижение по итогам сезона был награждён орденом «За заслуги перед Отечеством» в серебре.
В 1981 году на чемпионате ГДР занял третье место в одиночках и вскоре принял решение завершить спортивную карьеру.
Впоследствии проживал в коммуне Ратен, Саксонская Швейцария.